# Žutilovka
Žutilovka (žutica, žutilica, lat. Genista), rod ljekovitih biljaka (152 vrste i 11 hibrida) iz porodice mahunarki raširen Europo, od Makaronezije i Sredozemlja do zapadnog Sibira, uključujući Kavkaz, Iran i Afganistan.  
U Hrvatskoj raste desetak vrsta (imena su im navedena u popisu sa hrvatskim nazivima)

## Vrste
1. Genista abchasica Sachokia
2. Genista acanthoclada DC.
3. Genista aetnensis (Biv.) DC.
4. Genista albida Willd.
5. Genista amana Rech.f.
6. Genista anatolica Boiss.
7. Genista ancistrocarpa Spach
8. Genista anglica L.
9. Genista angustifolia Schischk.
10. Genista arbusensis Vals.
11. Genista aristata C.Presl
12. Genista artwinensis Schischk.
13. Genista aspalathoides Lam.
14. Genista aucheri Boiss.
15. Genista ausetana (O.Bolòs & Vigo) Talavera
16. Genista balearica Porta & Rigo
17. Genista barnadesii Graells
18. Genista berberidea Lange
19. Genista bocchierii Bacch., Brullo & Feoli Chiapella
20. Genista boissieri Spach
21. Genista burdurensis P.E.Gibbs
22. Genista cadasonensis Vals.
23. Genista canariensis L.
24. Genista capitellata Coss. & Durieu
25. Genista carinalis Griseb.
26. Genista carpetana Leresche ex Lange
27. Genista cephalantha Spach
28. Genista cilentina Vals.
29. Genista cinerascens Lange
30. Genista cinerea (Vill.) DC.
31. Genista clavata Poir.
32. Genista compacta Schischk.
33. Genista corsica (Loisel.) DC.
34. Genista cupanii Guss.
35. Genista dasycarpa Ball
36. Genista delphinensis Verl.
37. Genista demarcoi Brullo, Scelsi & Siracusa
38. Genista depressa M.Bieb., savinuta žutilovka
39. Genista desoleana Vals.
40. Genista dorycnifolia Font Quer
41. Genista dracunculoides Spach
42. Genista ephedroides DC.
43. Genista falcata Brot.
44. Genista fasselata Decne.
45. Genista ferox (Poir.) Dum.Cours.
46. Genista flagellaris Sommier & Levier
47. Genista florida L.
48. Genista fukarekiana Micevski & E.Mayer
49. Genista gasparrinii (Guss.) C.Presl
50. Genista germanica L., germanska žutilovka
51. Genista haensleri Boiss.
52. Genista halacsyi Heldr.
53. Genista hassertiana (Bald.) Buchegger
54. Genista hirsuta Vahl
55. Genista hispanica L.
56. Genista holopetala (Fleischm. ex W.D.J.Koch) Bald., cijelolatična žutilovka
57. Genista horrida (Vahl) DC.
58. Genista humifusa L.
59. Genista hystrix Lange
60. Genista iberica (Rivas Mart., Sánchez Mata & Sancho) B.Bock
61. Genista insularis Bacch., Brullo & Feoli Chiapella
62. Genista involucrata Spach
63. Genista januensis Viv.,  bridasta žutilovka
64. Genista kepenensis Yild.
65. Genista kolakowskyi Sachokia
66. Genista legionensis (Pau) Laínz
67. Genista libanotica Boiss.
68. Genista linifolia L.
69. Genista lobelii DC.
70. Genista longipes Rouy
71. Genista lydia Boiss.
72. Genista maderensis (Webb & Berthel.) Lowe
73. Genista madoniensis Raimondo
74. Genista majorica Cantó & M.J.Sánchez
75. Genista mezzumarensis Coulot & Rabaute
76. Genista michelii Spach
77. Genista micrantha Ortega
78. Genista microcephala Coss. & Durieu
79. Genista microphylla DC.
80. Genista millii Heldr. ex Boiss.
81. Genista mingrelica Albov
82. Genista monosperma (L.) Lam.
83. Genista monspessulana (L.) L.A.S.Johnson, montpelierska žutilovka
84. Genista morisii Colla
85. Genista nervosa (Esteve) comb.ined.
86. Genista nevadensis (Esteve & Varo) Rivas Mart., A.Asensi, Molero Mesa & F.Valle
87. Genista nissana Petrovic
88. Genista numidica Spach
89. Genista nuragica Bacch., Brullo & Giusso
90. Genista obtusiramea J.Gay ex Spach
91. Genista osmarensis Coss.
92. Genista ovina Bacch., Brullo & Feoli Chiapella
93. Genista paivae Lowe
94. Genista parnassica Halácsy
95. Genista patens DC.
96. Genista pichisermolliana Vals.
97. Genista pilosa L.,  dlakava žutilovka
98. Genista polyanthos R.Roem. ex Willk.
99. Genista provincialis Coulot, Rabaute & Rebuffel
100. Genista pseudopilosa Coss.
101. Genista pseudoretamoides (Maire) Rivas Mart., Molero Mesa, Marfíl & G.Benítez
102. Genista pulchella Vis., kamenjarska žutilovka
103. Genista pumila (Debeaux & E.Rev. ex Hervier) Vierh.
104. Genista quadriflora Munby
105. Genista radiata (L.) Scop.,  zrakasta žutilovka
106. Genista raetam Forssk.
107. Genista ramosissima (Desf.) Poir.
108. Genista sagittalis L.
109. Genista sakellariadis Boiss. & Orph.
110. Genista salsoloides (del Arco & Acebes) comb.ined.
111. Genista salzmannii DC.
112. Genista sanabrensis Valdés Berm., Castrov. & Casaseca
113. Genista sandrasica Hartvig & Å.Strid
114. Genista sardoa Vals.
115. Genista scorpius (L.) DC.
116. Genista segonnei (Maire) P.E.Gibbs
117. Genista sericea Wulfen, svilenasta žutilovka
118. Genista sessilifolia DC.
119. Genista spachiana Webb
120. Genista spartioides Spach
121. Genista sphaerocarpa (L.) Lam.
122. Genista spinulosa Pomel
123. Genista splendens Webb & Berthel.
124. Genista stenopetala Webb & Berthel.
125. Genista suanica Schischk. ex Grossh.
126. Genista subcapitata Pancic
127. Genista subsericans (Bornm.) Rech.f.
128. Genista sulcitana Vals.
129. Genista sylvestris Scop., uskolisna žutilovka
130. Genista tamarrutii Caball.
131. Genista taurica Dubovik
132. Genista tenera (Jacq. ex Murray) Kuntze
133. Genista teretifolia Willk.
134. Genista tinctoria L., bojadisarska žutilovka
135. Genista toluensis Vals.
136. Genista tournefortii Spach
137. Genista triacanthos Brot.
138. Genista tribracteolata (Webb) Pau
139. Genista tricuspidata Desf.
140. Genista tridens (Cav.) DC.
141. Genista tridentata L.
142. Genista tyrrhena Vals.
143. Genista ulicina Spach
144. Genista umbellata (L'Hér.) Poir.
145. Genista unalii Dinç & Bagci
146. Genista valdes-bermejoi Talavera & L.Sáez; nom. nov.
147. Genista valsecchiae Brullo & De Marco
148. Genista verae Juz.
149. Genista versicolor Boiss.
150. Genista vuralii A.Duran & Dural
151. Genista webbii (Spach) Spach
152. Genista willingii Kit Tan & Ziel.
153. Genista × altoportillensis Egido & Puente García
154. Genista × arizagae Elorza, Patino, Urrutia & J.Valencia
155. Genista × aseginolazae Elorza, Retamero, E.Miguel, Patino, Urrutia & Valencia
156. Genista × fritschii Rech.
157. Genista × martini Verg. & Soulié
158. Genista × norpalentina J.M.Aparicio, Pérez Dacosta, Uribe-Ech. & Urrutia
159. Genista × prestameroi Elorza, Retamero, E.Miguel, Patino, Urrutia & Valencia
160. Genista × rivasgodayana J.Andrés & Llamas
161. Genista × segurae Uribe-Ech. & Urrutia
162. Genista × uribe-echebarriae Urrutia